# Fuchs (Pferd)

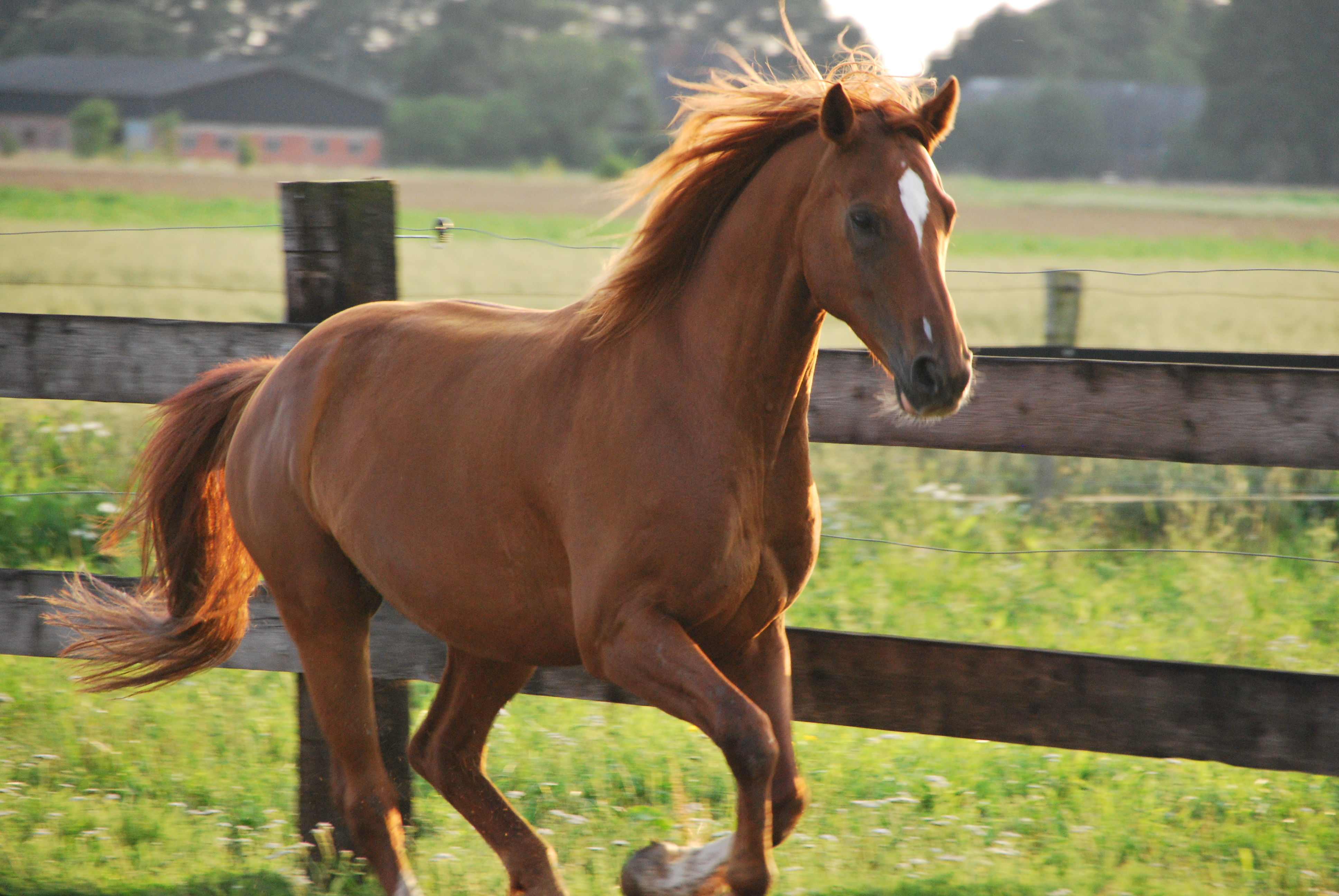
Fuchs auf einer Pferdekoppel

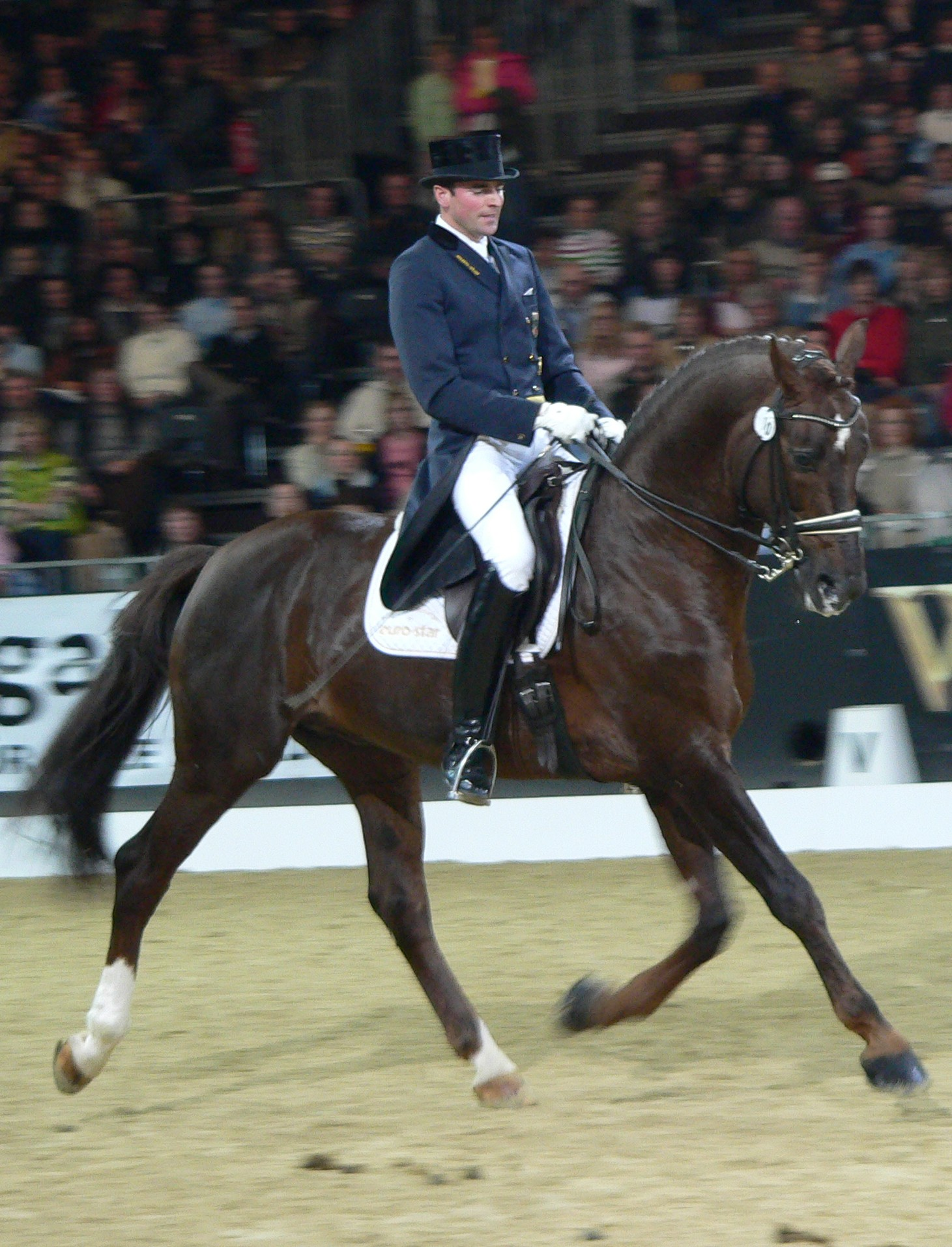
Kohlfuchs

Ein Fuchs ist ein Pferd, das braunes, oft rötliches Fell hat und dessen Langhaar gleichfarbig oder heller ist.
Fuchs ist eine der drei Grundfarben des Pferdes, neben Braunen und Rappen. Die Hufe von Füchsen sind dunkel, die Augen dunkel- bis hellbraun. Die Bezeichnung Fuchs ist vom Rotfuchs abgeleitet.
Füchse gibt es mit verschiedenen Erscheinungsbildern. Die Bezeichnungen richten sich nach der Helligkeit des Fells: Lichtfuchs, Hellfuchs, Kupferfuchs, Rotfuchs, Dunkelfuchs und Kohlfuchs. Ein Schweißfuchs ist ein sehr dunkler Fuchs mit Futterflecken, der so aussieht als ob er schweißbedeckt wäre, auch mit hellem Langhaar, wie ein Schwarzwälder Kaltblut.

## Genetik
Für die Fuchsfarbe wird rezessiv vererbt. Ein Fohlen wird nur dann zum Fuchs, wenn es das Fuchs-Gen sowohl vom Vater, als auch von der Mutter geerbt hat. Dann hat das Fohlen das Gen auf beiden Allelen und ist somit ist es reinerbig bezüglich der Fuchsfarbe. Werden zwei Füchse angepaart, dann wird das Fohlen wieder ein Fuchs. Für die Fuchsfarbe ist eine Mutation im MC1R-Gen auf dem Extension-Lokus verantwortlich.
Das Fuchsgen unterdrückt den Agouti-Locus, der darüber entscheidet, ob ein Pferd ein Rappe oder Brauner wird. Ein Pferd mit zwei Fuchsgenen wird also immer ein Fuchs, egal ob ein Rappe oder ein Brauner zugrunde liegt.  Der Extension- und Agouti-Lokus spielen wie folgt zusammen:
| Allelkombination                               | Agouti-Locus: Braun (AA oder Aa)                           | Agouti-Locus: Rappe (aa)                     |
| Extension-Locus: Braun oder Rappe (Ee oder EE) | Braun (Mögliche Kombinationen: EE AA, EE Aa, Ee AA, Ee Aa) | Rappe (Mögliche Kombinationen: EE aa, Ee aa) |
| Extension-Locus: Fuchs (ee)                    | Fuchs (Mögliche Kombinationen: ee AA, ee Aa)               | Fuchs (Mögliche Kombination: ee aa)          |

Der Extension-Locus liegt auf demselben Chromosom wie cKit, dessen Mutationen beim Pferd für White Spotting, Stichelhaarigkeit, Tobianoscheckung und Sabinoscheckung verantwortlich sind. Deshalb wird die Veranlagung für Fuchsfarbe häufig mit einer dieser Veranlagungen gekoppelt vererbt. Füchse haben häufig mehr Abzeichen als Pferde mit einer anderen Grundfarbe.
Das Gen Smutty kann die Fuchsfarbe im Laufe des Lebens nach und nach verdunkeln, so dass ein alter Smutty-Fuchs beinahe wie Rappen wirken kann.

## Füchse mit hellerem Langhaar: Lichtfuchs

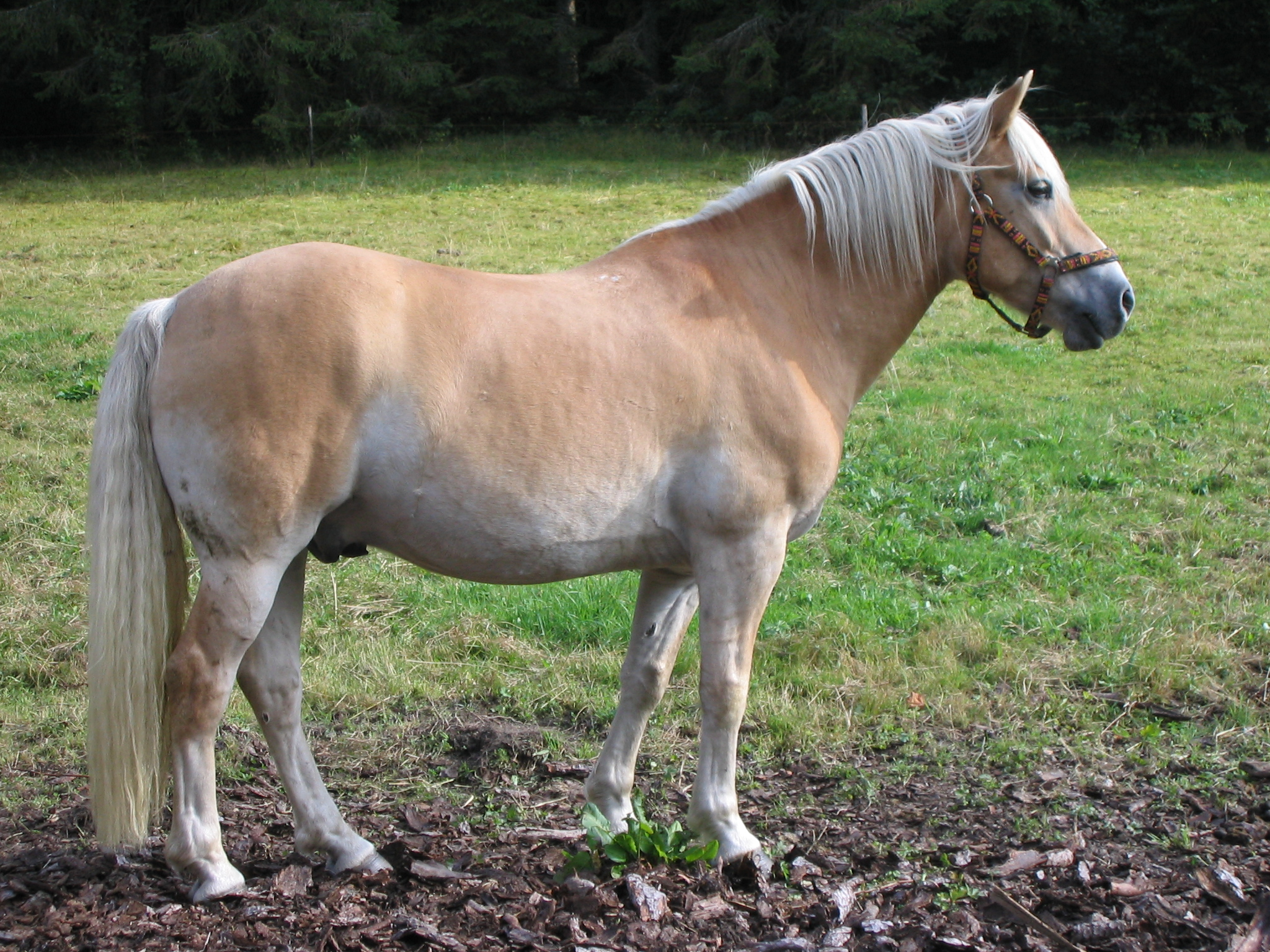
Lichtfuchs (Haflinger)

Lichtfüchse sind Füchse mit hellerem, "blondem" Langhaar. Sie erhalten diese Farbe durch das Flaxen-Gen.

## Verwechslungsmöglichkeiten
Pferde, die genetisch keine Füchse sind, aber so aussehen können, sind:
- Leuchtrappe
- Rappwindfarbene und Braunwindfarbene
- Dunkle Isabellen und Braunwindfarbene können ähnlich wie ein Lichtfuchs aussehen.